# Jones Brothers
Jones Brothers (kurz: Jones) war ein britisches Karosseriebauunternehmen, das in erster Linie Taxiaufbauten herstellte, daneben aber auch Karosserien für Oberklassefahrzeuge fertigte.

## Unternehmensgeschichte

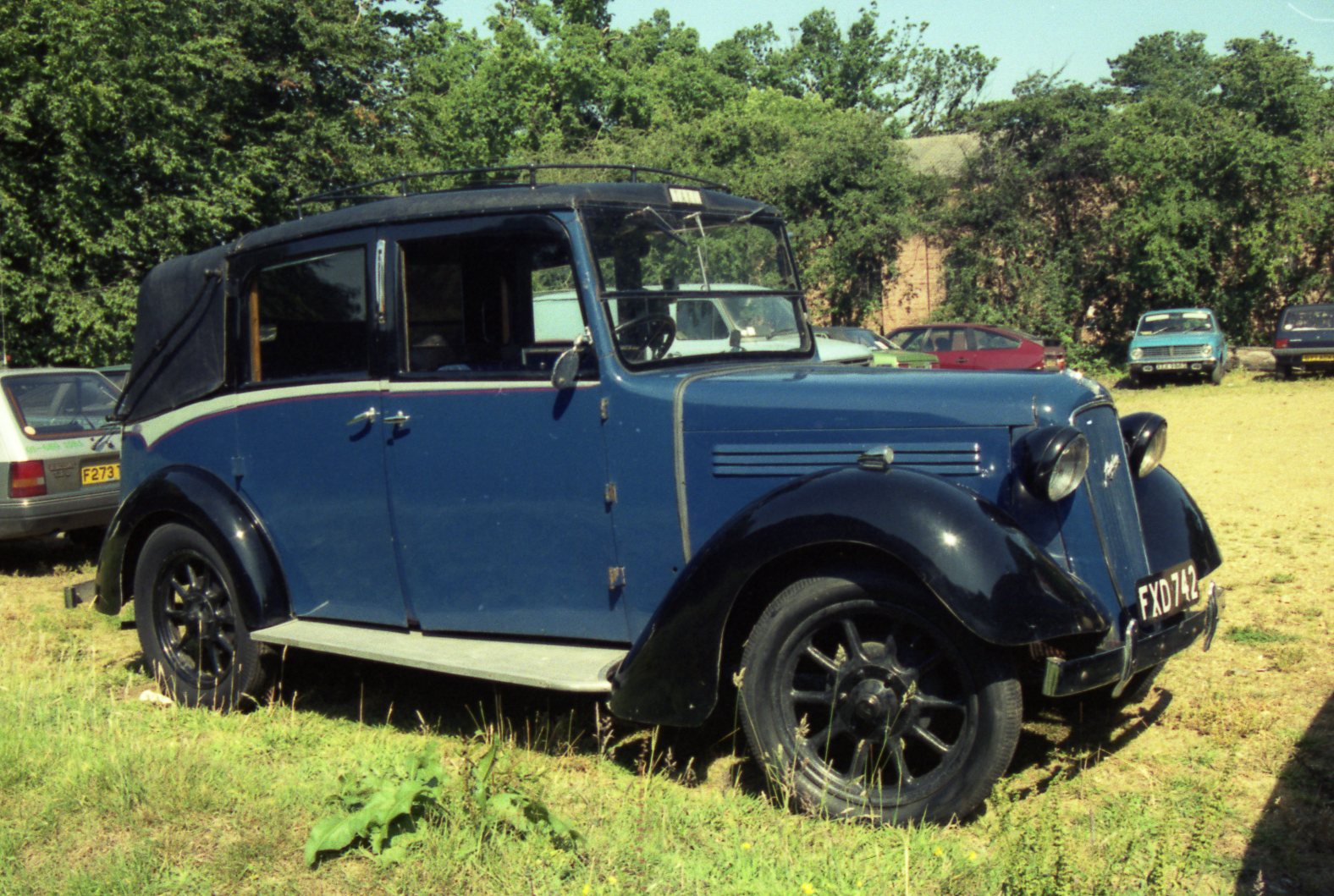
Austin 12/4 Taxi mit Jones-Brothers-Aufbau (1939)

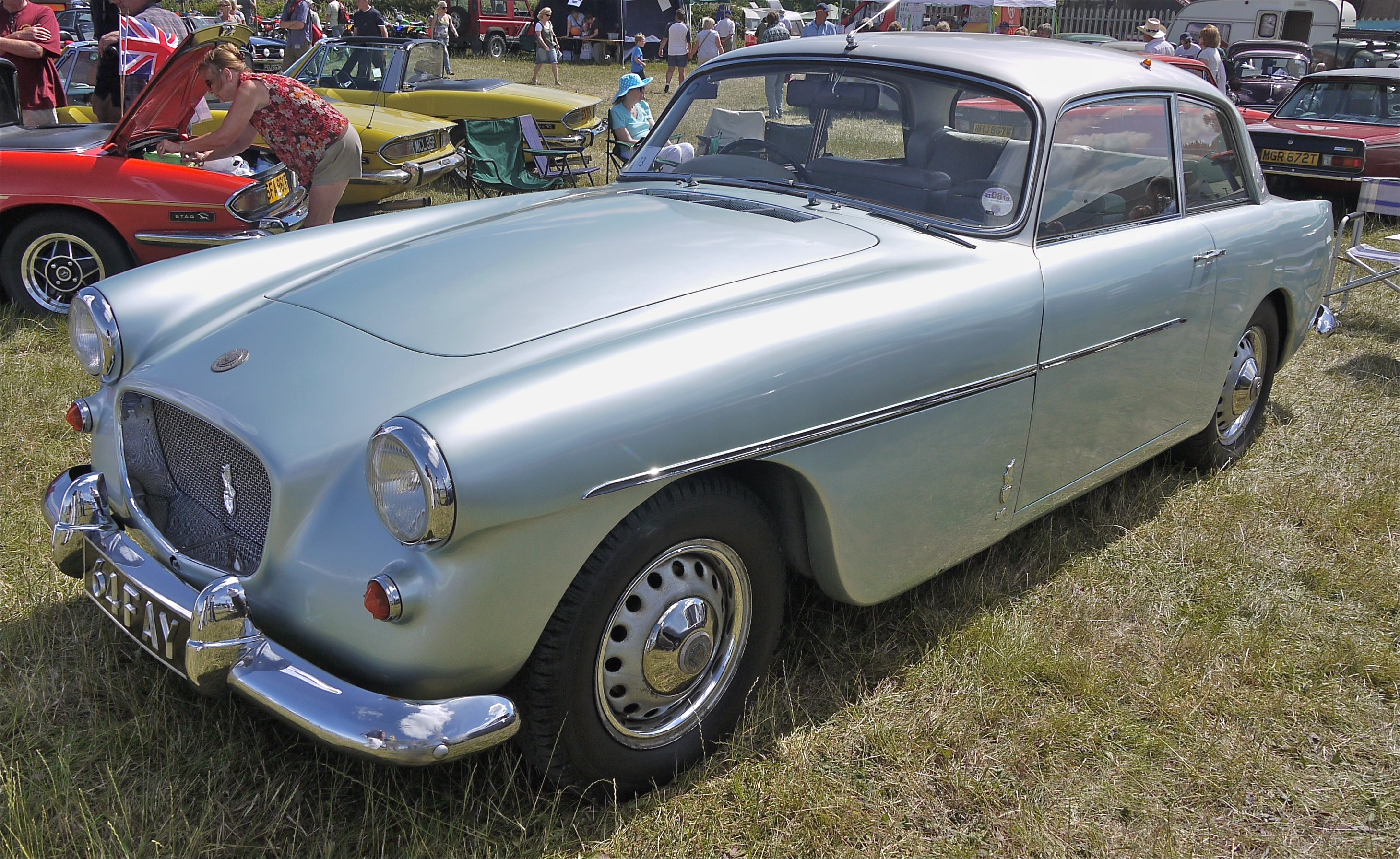
Bristol 406 (1958)

Jones nahm 1928 den Betrieb auf. Das Unternehmen hatte seinen Sitz zunächst im Londoner Stadtteil Bayswater. Früh begann Jones, Aufbauten für Taxis herzustellen. Chassis und Motoren kamen anfänglich vom Austin 12hp („Heavy 12“), ab 1934 dann vom Austin 12/4. Den Vertrieb für den Londoner Raum übernahm Mann & Overton. Mitte der 1930er-Jahre kamen auch Aufbauten für Privatfahrzeuge hinzu, etwa ein als Einzelstück gebauter aerodynamischer Zweitürer auf dem Chassis des Lanchester Ten oder eine Kleinserie von Cabriolets mit Austin-12-Mechanik, die als Sandringham vermarktet wurden.
Nach dem Zweiten Weltkrieg wurde Jones von F.H. Boyd-Carpenter übernommen, der bis zum Ausbruch des Krieges ein eigenes Karosseriebauunternehmen unter der Bezeichnung Boyd-Carpenter betrieben hatte und nunmehr die Rumbold Company, einen Zulieferer der Flugzeugindustrie, führte. Boyd-Carpenter legte den Sitz von Jones mit dem der Rumbold Company im Londoner Stadtteil Willesden zusammen. 
In den 1950er-Jahren fertigte Jones Ambulanzfahrzeuge und Pick-Ups auf Humber-Basis; außerdem wurden einige Cabriolet-Versionen des Humber Super Snipe bei Jones aufgebaut. Möglicherweise war Jones insoweit als Subunternehmer für Thrupp & Maberly tätig, den bevorzugten Karosserielieferanten der Rootes Group. Als Einzelaufträge wurden ältere Fahrzeuge mit neuen Karosserien versehen. Darunter war ein Bentley 3 ½ Litre, der eine Kombikarosserie im Stil eines „Woodie“ erhielt. Der letzte Auftrag kam von Bristol Cars und bezog sich auf die Herstellung der Karosserien für den 1958 vorgestellten Bristol 406. Jones baute ungefähr 150 Karosserien des 406. 
Einer Quelle zufolge erfüllte Jones den Bristol-Auftrag nicht vollständig; vor seinem Abschluss sei das Unternehmen zahlungsunfähig geworden und habe den Betrieb eingestellt. Bristol gab die bei Jones verwendeten Holzformen 1961 an Park Royal Vehicles weiter, wo – beginnend mit dem 407 – bis 1976 die Aufbauten für die stilistisch nur leicht abgewandelten Nachfolger des 406 hergestellt wurden.
Eine andere Quelle berichtet, dass Jones noch 1962 im Auftrag des Rennfahrers Mike Hawthorn einen Jaguar Mark II mit einer Kombikarosserie ausrüstete.